# Ceroctis vellerosa
Ceroctis vellerosa là một loài bọ cánh cứng trong họ Meloidae. Loài này được Thomas miêu tả khoa học năm 1897.